# Gina Carano
Gina Joy Carano (Dallas County, Texas, 16 april 1982) is een Amerikaans actrice en voormalig MMA-vechtsportster.
Carano begon haar vechtkunsten op haar 21e door zich te bekwamen in thaibokstechnieken. In augustus 2009 behoorde ze tot de beste drie in de wereld van het vrouwenvedergewicht tot 145 lb (66 kg). Ze stopte in 2009, waarna ze ging acteren. Ze maakte haar debuut in de film Blood and Bone. Naast films werkte ze mee aan het computerspel Command & Conquer: Red Alert 3, waarin ze de rol van Natasha Volkova vertolkte.

## Filmografie

### Film
- Blood and Bone (2009), als Veretta Vendetta
- Haywire (2011), als Mallory Kane
- Fast & Furious 6 (2013), als Riley Hicks
- In the Blood (2014), als Ava
- Heist (2015), als officier Kris Bauhaus
- Extraction (2015), als Victoria
- Bus 657 (2015), als Officier Bajos
- Deadpool (2016), als Angel Dust
- Kickboxer: Vengeance (2016), als Marcia
- Scorched Earth (2018), als Atticus Gage
- Madness in the Method (2019), als Carrie
- Daughter of the Wolf (2019), als Clair Hamilton

### Televisie
- Fight Girls (2007), als zichzelf
- American Gladiators (2008), als Crush
- Almost Human (2014), als Danica
- The Mandalorian (2019-2020), als Carasynthia "Cara" Dune